# Phycus rufiventris
Phycus rufiventris är en tvåvingeart som beskrevs av Krober 1911. Phycus rufiventris ingår i släktet Phycus och familjen stilettflugor.
Artens utbredningsområde är Paraguay. Inga underarter finns listade i Catalogue of Life.